# Liste der Chief Minister von Sikkim
Die folgende Tabelle listet die Chief Minister von Sikkim mit Amtszeit und Parteizugehörigkeit auf. Sikkim wurde am 16. Mai 1975 ein indischer Bundesstaat, bis dahin war es formal selbständig. Kazi Lhendup Dorji Khangsarpa war zu diesem Zeitpunkt Chief Minister (Regierungschef), der Chogyal von Sikkim war das verfassungsmäßige Staatsoberhaupt.
| # | Name                          | Amtsantritt       | Ende der Amtszeit | Partei                                         |
| 1 | Kazi Lhendup Dorji Khangsarpa | 4. September 1974 | 17. August 1979   | Sikkim United Party                            |
|   | (President’s rule)            | 18. August 1979   | 17. Oktober 1979  |                                                |
| 2 | Nar Bahadur Bhandari          | 18. Oktober 1979  | 10. Mai 1984      | Sikkim Janata Parishad/Sikkim Pradesh Congress |
| 3 | Bhim Bahadur Gurung           | 11. Mai 1984      | 24. Mai 1984      | Indian National Congress                       |
|   | (President’s rule)            | 25. Mai 1984      | 7. März 1985      |                                                |
| 4 | Nar Bahadur Bhandari          | 8. März 1985      | 16. Juni 1994     | Sikkim Sangram Parishad                        |
| 5 | Sanchaman Limboo              | 17. Juni 1994     | 11. Dezember 1994 | Sikkim Sangram Parishad                        |
| 6 | Pawan Chamling                | 12. Dezember 1994 | 27. Mai 2019      | Sikkim Democratic Front                        |
| 7 | Prem Singh Tamang             | 27. Mai 2019      | im Amt            | Sikkim Krantikari Morcha                       |